# Zlaté maliny za rok 2016
Zlaté maliny za rok 2016 je filmové ocenění k uctění toho nejhoršího, co filmový průmysl v roce 2016 nabídl. Ceny byly uděleny na základě hlasů členů nadace Golden Raspberry Foundation. Nominace byly odhaleny 23. ledna 2017. Nejvíce sošek si domů odnesli filmy Batman v Superman: Úsvit spravedlnosti a Hilary's America: The Secret History of the Democratic Party, celkem 4.

## Vítězové a nominovaní
| Kategorie                                                                     | Nominace |
| ----------------------------------------------------------------------------- | --- |
| Nejhorší film                                                                 | Hillary's America: The Secret History of the Democratic Party (Quality Flix)                                                                        |
| Nejhorší film                                                                 | Batman v Superman: Úsvit spravedlnosti (Warner Bros.)                                                                                               |
| Nejhorší film                                                                 | Děda je lotr (Lionsgate) |
| Nejhorší film                                                                 | Bohové Egypta (Summit Entertainment) |
| Nejhorší film                                                                 | Den nezávislosti: Nový útok (20th Century Fox) |
| Nejhorší film                                                                 | Zoolander Vol. 2 (Paramount) |
| Nejhorší herec                                                                | Dinesh D'Souza za film Hillary's America: The Secret History of the Democratic Party v roli sám sebe                                                |
| Nejhorší herec                                                                | Ben Affleck za Batman v Superman: Úsvit spravedlnosti v roli Batmana/Bruce Wayne                                                                    |
| Nejhorší herec                                                                | Gerard Butler za Bohové Egypta v roli Seta a za Pád Londýna v roli Mika Banninga                                                                    |
| Nejhorší herec                                                                | Henry Cavill za Batman v Superman: Úsvit spravedlnosti v roli Supermana/Clarka Kenta                                                                |
| Nejhorší herec                                                                | Robert De Niro za Děda je lotr v roli Richarda Kellyho                                                                                              |
| Nejhorší herec                                                                | Ben Stiller za Zoolander Vol. 2 v roli Dereka Zoolandera                                                                                            |
| Nejhorší herečka                                                              | Rebekah Turner za film Hillary's America: The Secret History of the Democratic Party v roli Hillary Clinton                                         |
| Nejhorší herečka                                                              | Megan Fox za Želvy Ninja 2 v roli April O'Neil |
| Nejhorší herečka                                                              | Tyler Perry za Boo! A Madea Halloween v roli Mabel Simmons                                                                                          |
| Nejhorší herečka                                                              | Julia Roberts za Svátek matek v roli Mirandy Collins                                                                                                |
| Nejhorší herečka                                                              | Naomi Watts za Aliance v roli Evelyn Johnson-Eaton a za V pasti v roli Mary Portman                                                                 |
| Nejhorší herečka                                                              | Shailene Woodley za Aliance v roli Beatrice Prior                                                                                                   |
| Nejhorší herec ve vedlejší roli                                               | Jesse Eisenberg za Batman v Superman: Úsvit spravedlnosti v roli Lexe Luthora                                                                       |
| Nejhorší herec ve vedlejší roli                                               | Nicolas Cage za Snowden v roli Hanka Forrestera |
| Nejhorší herec ve vedlejší roli                                               | Johnny Depp za Alenka v říši divů: Za zrcadlem v roli Kloboučníka                                                                                   |
| Nejhorší herec ve vedlejší roli                                               | Will Ferrell za Zoolander Vol. 2 v roli Jacobima Mugatu                                                                                             |
| Nejhorší herec ve vedlejší roli                                               | Jared Leto za Sebevražedný oddíl v roli Jokera |
| Nejhorší herec ve vedlejší roli                                               | Owen Wilson za Zoolander Vol. 2 v roli Hansela McDonalda                                                                                            |
| Nejhorší herečka ve vedlejší roli                                             | Kristen Wiigová za Zoolander Vol. 2 v roli Alexanyai Atoz                                                                                           |
| Nejhorší herečka ve vedlejší roli                                             | Julianne Hough za Děda je lotr v roli Meredith Goldstein                                                                                            |
| Nejhorší herečka ve vedlejší roli                                             | Aubrey Plaza za Děda je lotr v roli Lenore |
| Nejhorší herečka ve vedlejší roli                                             | Kate Hudson za Svátek matek v roli Jesse |
| Nejhorší herečka ve vedlejší roli                                             | Sela Ward za Den nezávislosti: Nový útok v roli prezidentky Elizabeth Lanford                                                                       |
| Nejhorší herečka ve vedlejší roli                                             | Jane Seymour za Padesát odstínů temnoty v roli Claire Black                                                                                         |
| Nejhorší spojení na filmovém plátně                                           | Ben Affleck a Henry Cavill ve filmu Batman v Superman: Úsvit spravedlnosti                                                                          |
| Nejhorší spojení na filmovém plátně                                           | každá dvojice egyptských bohů ve filmu Bohové Egypta                                                                                                |
| Nejhorší spojení na filmovém plátně                                           | Johnny Depp a jeho kostým ve filmu Alenka v říši divů: Za zrcadlem                                                                                  |
| Nejhorší spojení na filmovém plátně                                           | celé obsazené jednou respektovaných herců ve filmu Collateral Beauty: Druhá šance                                                                   |
| Nejhorší spojení na filmovém plátně                                           | Tyler Perry a jeho obnošená paruka ve filmu Boo! A Madea Halloween                                                                                  |
| Nejhorší spojení na filmovém plátně                                           | Ben Stiller a Owen Wilson ve filmu Zoolander Vol. 2                                                                                                 |
| Nejhorší prequel, remake, rip-off nebo sequel                                 | Batman v Superman: Úsvit spravedlnosti (Warner Bros.)                                                                                               |
| Nejhorší prequel, remake, rip-off nebo sequel                                 | Alenka v říši divů: Za zrcadlem (Disney) |
| Nejhorší prequel, remake, rip-off nebo sequel                                 | Padesát odstínů temnoty (Open Road) |
| Nejhorší prequel, remake, rip-off nebo sequel                                 | Den nezávislosti: Nový útok (20th Century Fox) |
| Nejhorší prequel, remake, rip-off nebo sequel                                 | Želvy Ninja 2 (Paramount) |
| Nejhorší prequel, remake, rip-off nebo sequel                                 | Zoolander Vol. 2 (Paramount) |
| Nejhorší režisér                                                              | Dinesh D'Souza za film Hillary's America: The Secret History of the Democratic Party                                                                |
| Nejhorší režisér                                                              | Roland Emmerich za film Den nezávislosti: Nový útok                                                                                                 |
| Nejhorší režisér                                                              | Tyler Perry za film Boo! A Madea Halloween |
| Nejhorší režisér                                                              | Alex Proyas za film Bohové Egypta |
| Nejhorší režisér                                                              | Ben Stiller za film Zoolander Vol. 2 |
| Nejhorší režisér                                                              | Zack Snyder za film Batman v Superman: Úsvit spravedlnosti                                                                                          |
| Nejhorší scénář                                                               | Chris Terrio a David S. Goyer – Batman v Superman: Úsvit spravedlnosti                                                                              |
| Nejhorší scénář                                                               | John M. Phillips – Děda je lotr |
| Nejhorší scénář                                                               | Dinesh D'Souza a Bruce Schooley – Hillary's America: The Secret History of the Democratic Party                                                     |
| Nejhorší scénář                                                               | Matt Sazama a Burk Sharpless – Bohové Egypta |
| Nejhorší scénář                                                               | Dean Devlin, Roland Emmerich, James Vanderbilt, James A. Woods – Den nezávislosti: Nový útok                                                        |
| Nejhorší scénář                                                               | David Ayer – Sebevražedný oddíl |
| Malinová cena vykoupení                                                       | Mel Gibson (z vítěze Maliny za nejhoršího herce ve vedlejší roli za filmu Expendables: Postradatelní 3 k režii filmu Hacksaw Ridge: Zrození hrdiny) |
| Ocenění Barry L. Bumstead (pro film, který stál hodně peněz a přišel o hodně) | Provinění |